# Don-Angelo Konadu
Don-Angelo Christoffel Annum-Assamoah Konadu (* 3. Mai 2006 in Amsterdam) ist ein niederländischer Fußballspieler. Aktuell steht der Stürmer bei Ajax Amsterdam in der Eredivisie unter Vertrag.

## Karriere

### Im Verein
Konadu, dessen Eltern aus Ghana stammen, wurde in der niederländischen Hauptstadt Amsterdam geboren. Dort begann er auch mit dem Fußballspielen, zunächst bei den kleineren Vereinen CTO '70 und dem AVV Zeeburgia. 2014 wechselte er schließlich in die Nachwuchsabteilung von Ajax Amsterdam, wo er alle weiteren Jugendmannschaften durchlief. 2022/23 war er Stammspieler der U-17; 2023/24 der U-18 von Ajax Amsterdam. Besonders in letzterer Saison konnte er auf sich aufmerksam machen, da er in 27 Ligaspielen 18 Tore erzielte. Zu Beginn der Saison 2024/25 wurde er daraufhin fester Bestandteil des Kaders der zweiten Mannschaft von Ajax Amsterdam, die in der zweitklassigen Eerste Divisie spielte. Zu Saisonbeginn war er Stammspieler seiner Mannschaft, wurde jedoch immer wieder durch Blessuren ausgebremst. Im Oktober 2024 verlängerte er seinen Vertrag bei Ajax bis 2028.
Zu Beginn der Rückrunde rückte Konadu auch verstärkt in den Kader der ersten Mannschaft in der erstklassigen Eredivisie unter Trainer Francesco Farioli auf. Sein Erstligadebüt gab er schließlich am 23. Februar 2025 beim 2:0-Sieg gegen die Go Ahead Eagles, bei dem er in der 89. Spieltminute für Bertrand Traoré eingewechselt wurde. Am 13. März 2025 stand er bei der 4:1-Niederlage gegen Eintracht Frankfurt in der Europa League erstmals in der Startformation seiner Mannschaft, schied mit seiner Mannschaft jedoch aus dem Wettbewerb aus. Wenige Wochen später stand Konadu beim 3:1-Sieg gegen NAC Breda auch bei einem Ligaspiel in der Startformation und konnte einen Strafstoß erreichen sowie eine Vorlagen beisteuern. Insgesamt kam er in der Saison 2024/25 jedoch nur zu drei Einsätzen in der Eredivisie.

### In der Nationalmannschaft
Konadu durchlief mehrere Nachwuchsnationalmannschaften der Niederlande. Ab 2023 kam er in sechs Freundschaftsspielen der U-18-Nationalmannschaft zum Einsatz, für die er auch ein Tor erzielen konnte. Im September 2024 wurde er von Peter van der Veen erstmals in den Kader der U-19-Nationalmannschaft berufen. Mit der Mannschaft qualifizierte er sich erfolgreich für die U-19-Europameisterschaft 2025 in Rumänien, bei der er auch dem niederländischen Kader angehörte. Bei der Europameisterschaft war er Stammspieler seiner Mannschaft. Sowohl im zweiten Gruppenspiel, einem 2:0-Sieg gegen Norwegen, als auch im Halbfinale, einem 3:1-Sieg gegen Rumänien, konnte Konadu je ein Tor erzielen, wodurch er seiner Mannschaft zum Einzug in das Finale verhalf.